# Ohmdenosaurus liasicus
Ohmdenosaurus liasicus es la única especie conocida del género extinto  Ohmdenosaurus  (“lagarto de Ohmden”) de dinosaurio saurópodo vulcanodóntido, que vivió a principios del período Jurásico, hace aproximadamente entre 182,0 a 175,6 millones de años, en el Toarciano, en lo que es hoy Europa.  Es uno de los primeros saurópodos europeos. También es uno de los pocos saurópodos descritos del Toarcienses del moderno hemisferio norte , junto con Tazoudasaurus, que puede ser un pariente. Ohmdenosaurus vivió en una serie de islas en lo que ahora es la región de Bohemia. Sus fósiles se describieron originalmente como restos de plesiosáurido, hasta que una revisión del holotipo en 1978 los identificó como fósiles de saurópodos. Es el único dinosaurio identificado a partir de la Esquisto de  Posidonia.

## Descripción

Espécimen tipo escalado.

Ohmdenosaurus era un saurópodo primitivo. Era un cuadrúpedo obligado, con un cuello relativamente corto y un cuerpo robusto. Como todos los saurópodos, era herbívoro. El Ohmdenosaurus probablemente se alimentó de plantas incluidas en Bennettitales, Araucariaceae y Podocarpaceae. El espécimen tipo de Ohmdenosaurus consiste en una tibia y un hueso astrágalo. La tibia mide aproximadamente 405 milímetros de largo con una longitud estimada del fémur de al menos 70 centímetros. Esto produce una longitud corporal total estimada de 4 metros, que es relativamente pequeña para un saurópodo. Una revaluación del tamaño de Ohmdenosaurus sugiere una longitud corporal de 6.7 metros y un peso de 1,3 toneladas. El pequeño tamaño de Ohmdenosaurus ha llevado a especular que el taxón puede ser uno de los pocos ejemplos de enanismo insular entre los saurópodos, al igual que el Europasaurus, macronario del Jurásico Tardío alemán. Alternativamente, el holotipo de Ohmdenosaurus puede representar los restos de un individuo juvenil.

## Descubrimiento e investigación
Los restos de este dinosaurio fueron recobrados en Posidonienschiefer, Baden-Wurttemberg, Alemania, en 1978. Solo es conocido por dos huesos fragmentarios y en un principio se pensó que era un plesiosaurio. Ohmdenosaurus es considerado uno de los más basales dentro de Sauropoda. En la década de 1970, el paleontólogo alemán Rupert Wild, visitando el Urwelt-Museum Hauff en Holzmaden en Baden-Württemberg, notó un fósil en una pantalla etiquetada como hueso del brazo de un plesiosáurido que reconoció como un fósil de dinosaurio mal identificado. El hueso había sido recogido de una de las primeras canteras cerca de Ohmden que luego se rellenó. Aunque se desconoce el sitio exacto del descubrimiento, la roca unida al extremo inferior del fósil proviene del unterer Schiefer, "pizarra inferior", o la parte más antigua del 
Esquisto de Posidonia. Por lo tanto, es del temprano toarciano hace aproximadamente 182,0 a 175,6 millones de años.. Un estudio adicional determinó que el fósil pertenecía a un nuevo género y especie de saurópodo temprano, que Wild llamó Ohmdenosaurus liasicus en una publicación de 1978. El fósil, que carece de un número de inventario, consiste en una tibia derecha, junto con los huesos superiores del tobillo, el astrágalo y el calcáneo. Los huesos, desarticulados en el fósil, muestran signos de desgaste, evidencia de que el animal murió en tierra y que solo más tarde fueron sus huesos arrastrados al mar y enterrados.

## Clasificación
La forma del astrágalo, que no es convexa en la parte superior como lo es en los miembros derivados de Neosauropoda, sugiere que Ohmdenosaurus era un saurópodo muy basal. Sin embargo, con descubrimientos recientes en Lessemsauridae, Ohmdenosaurus puede ser menos basal de lo que se pensaba anteriormente y estar más estrechamente relacionado con gravisaurios. En 1990, John Stanton McIntosh incluyó a Ohmdenosaurus en Vulcanodontidae junto con el controvertido género Zizhongosaurus, aunque el estudio se basó más en la edad geológica de los dos saurópodos, Toarciano, que en un estudio comparativo de sus morfologías. El clado Vulcanodontidae se ha convertido desde entonces en un taxón cajón de sastre para muchos saurópodos basales no relacionados, lo que hace que esta clasificación no sea válida y deja la posición de Ohmdenosaurus aún sin aclarar. Estudios recientes han sugerido que Ohmdenosaurus es un gravisaurio más basal , estrechamente relacionado con el género australiano Rhoetosaurus. Esta reasignación de Ohmdenosaurus se propuso sobre la base de una serie de características, incluida la presencia de superficies proximales y distales del astrágalo, y la presencia de una cresta cnemial redondeada casi idéntica en Rhoetosaurus. Una morfología de astrágalo similar también está presente en Ferganasaurus. Los restos gravisaurianos fueron descubiertos en 2015 en el toarciano del norte de Alemania, aunque es probable que sean distintos de Ohmdenosaurus, ya que tienen más similitudes con Tazoudasaurus que con Rhoetosaurus.

## Paleobiología

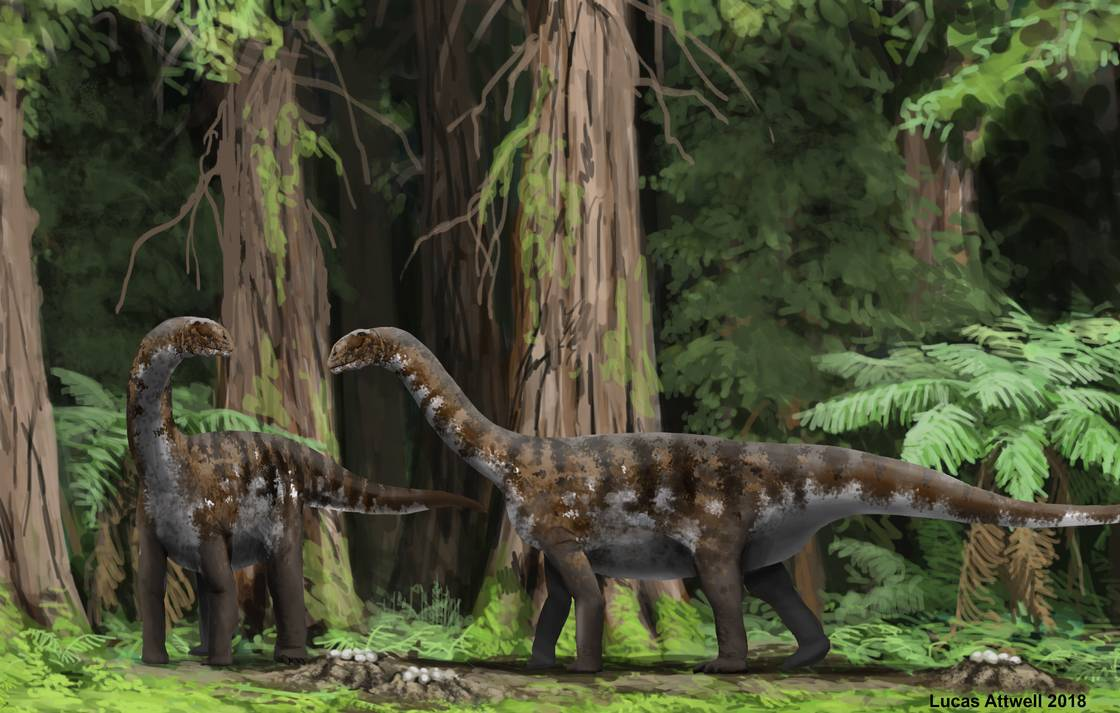
Restauración de dos individuos pastando en un bosque de Podocarpaceae.

Según la paleogeografía de los fósiles, los primeros saurópodos del Jurásico ocurren más en latitudes medias, con una distribución probablemente alrededor del Mar de Tethys, en lugar de en latitudes más altas. Ohmdenosaurus es uno de los pocos restos de saurópodos fósiles encontrados en Europa. Durante el Toarciense, el esquisto de Posidonia se extendió a lo largo de una cuenca principalmente marina, con los principales ambientes terrestres de pizarra como las tierras cercanas a la emergencia, en su mayoría de origen paleozoico, como el Macizo de Londres-Brabante en el oeste, el Macizo Central francés en el sur, y el macizo vindeliciano y bohemioal este Las tierras menores estaban presentes, cuya naturaleza emergente en el Toarciense es controvertida, incluyendo el Macizo Vlotho en el noroeste, el macizo sueco de Berna en el sur, el macizo Renano en el centro y el macizo Fuenen en el norte. Se cree que los huesos de Ohmdenosaurus provienen del Vindelician High o del macizo de Bohemia. La masa de tierra tenía una extensión similar a la Irlanda moderna, con un entorno isleño, parte de la costa llamada Vindelician Land, compuesta de grandes entornos de costa, que incluyen ríos deltas, manglares, lagunas y agua salobre. Los estratos de los entornos cercanos a la costa están poblados por carbón, lo que sugiere una amplia presencia de incendios. Los ambientes fueron influenciados por condiciones monzónicas y lluvias a gran escala que golpearon la mayoría de los entornos cercanos a la costa, causando la gran acumulación de restos de insectos encontrados en las capas epicontinentales. Los veranos del sur con condiciones monzónicas húmedas del sudoeste ocurrieron en la mayoría de las tierras emergidas, lo que resultó en inviernos con vientos alisios secos del noreste. Estos estaban relacionados con la aparición estacional de balsas de madera en la formación y vinculados al ciclo de vida de los crinoides de tallo. La unión de la tierra, probablemente donde se encontraba la principal fuente de semillas, ayudó a intercambiar especies entre masas de tierra.
Los ambientes terrestres estaban poblados por una gran variedad de flora, incluidas Equisetaceae, Osmundaceae, Umkomasiaceae, Bennettitales, Araucariaceae, Cupressaceae y Podocarpaceae. La fauna estaba dominada por una gran variedad de géneros de insectos. Los únicos vertebrados terrestres o semiterrestres que no sean Ohmdenosaurus descubiertos de manera concluyente en la región son los pterosaurios, especialmente los insectívororos Campylognathoides y el Dorygnathus más marino. Testudinatanes fueron reportados en 1800, aunque ahora están perdidos. Otros animales marinos encontrados incluyen Teleosauridae, como Platysuchus o el esfenodonto marino Palaeopleurosaurus. Un posible cinodonto Trithelodontidae fue citado en documentos del siglo XIX, pero su presencia no ha sido probada.